# Leucocituria

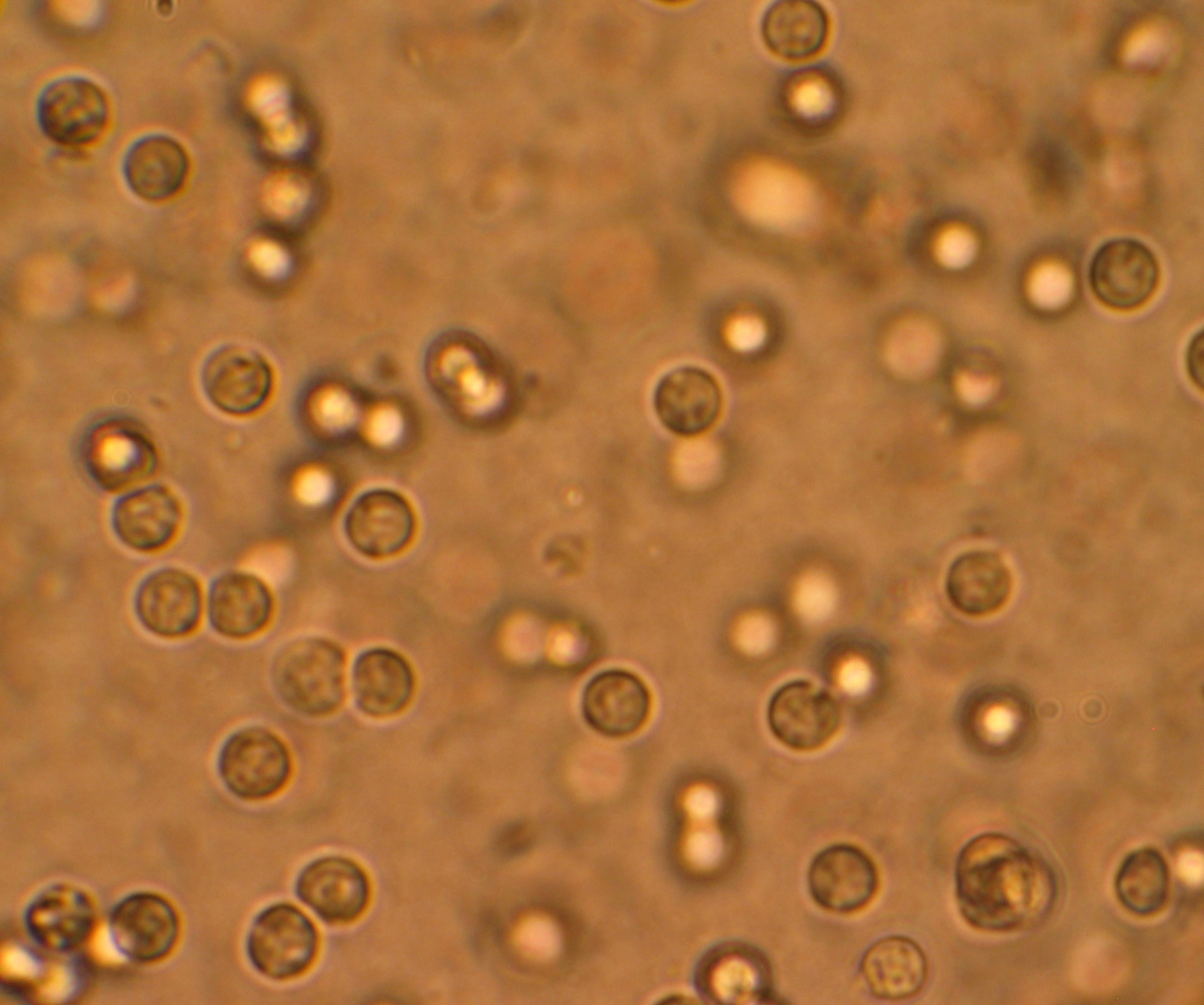
Leucocituria al microscopio ottico

Il termine leucocituria indica la presenza di leucociti nelle urine in concentrazione anomala. Per la sua diagnosi è necessaria la presenza di almeno 5 globuli bianchi per campo microscopico all'ingrandimento di 40X. Questo segno clinico è particolarmente aspecifico; può essere dovuto ad un'infezione delle vie urinarie (nella maggior parte dei casi), o più raramente alla presenza di corpi estranei nel tratto genito-urinario, alla tubercolosi urogenitale (in questo caso si parla di leucocituria sterile) o a nefrolitiasi.
Alla piuria, generalmente, fa seguito un quadro transitorio di leucocituria.